# Neogonodactylus caribbaeus
Neogonodactylus caribbaeus är en kräftdjursart som först beskrevs av Marilyn Schotte och Manning 1993.  Neogonodactylus caribbaeus ingår i släktet Neogonodactylus och familjen Gonodactylidae. Inga underarter finns listade i Catalogue of Life.